# Temporada 2011-12 de la NBA Development League
La Temporada 2011-12 de la NBA Development League es la undécima temporada de la NBA D-League, la liga de desarrollo de la NBA. Toman parte 16 equipos, volviendo a configurarse dos conferencias, Este y Oeste, disputando una fase regular de 50 partidos cada uno. Los Angeles D-Fenders, tras una temporada inactivos, se unieron a los 15 equipos supervivientes de la temporada anterior. Los Utah Flash cesaron su actividad al término de la temporada 2010-11. Los New Mexico Thunderbirds se reubicaron en Canton (Ohio), pasando a denominarse Canton Charge.

## Equipos
| Equipo                   | Ciudad                     | Pabellón                           | Entrenador                                                                      | Afiliado(s) NBA                                        |
| Eastern Conference       | Eastern Conference         | Eastern Conference                 | Eastern Conference                                                              | Eastern Conference                                     |
| ------------------------ | -------------------------- | ---------------------------------- | ------------------------------------------------------------------------------- | ------------------------------------------------------ |
| Canton Charge            | Canton, Ohio               | Canton Memorial Civic Center       | Alex Jensen                                                                     | Cleveland Cavaliers                                    |
| Dakota Wizards           | Bismarck, North Dakota     | Bismarck Civic Center              | Nate Bjorkgren                                                                  | Golden State Warriors                                  |
| Erie BayHawks            | Erie, Pennsylvania         | Tullio Arena                       | Jay Larranaga                                                                   | New York Knicks                                        |
| Fort Wayne Mad Ants      | Fort Wayne, Indiana        | Allen County War Memorial Coliseum | Joey Meyer (hasta el 6 de enero) Steve Gansey (desde el 6 de enero)             | Detroit Pistons, Indiana Pacers, Milwaukee Bucks       |
| Iowa Energy              | Des Moines, Iowa           | Wells Fargo Arena                  | Kevin Young                                                                     | Chicago Bulls, New Orleans Hornets, Washington Wizards |
| Maine Red Claws          | Portland, Maine            | Portland Expo Building             | Dave Leitao                                                                     | Boston Celtics, Charlotte Bobcats, Philadelphia 76ers  |
| Sioux Falls Skyforce     | Sioux Falls, South Dakota  | Sioux Falls Arena                  | Morris McHone                                                                   | Miami Heat, Minnesota Timberwolves, Orlando Magic      |
| Springfield Armor        | Springfield, Massachusetts | MassMutual Center                  | Bob MacKinnon, Jr.                                                              | New Jersey Nets                                        |
| Western Conference       |                            |                                    |                                                                                 |                                                        |
| Austin Toros             | Cedar Park, Texas          | Cedar Park Center                  | Brad Jones                                                                      | San Antonio Spurs                                      |
| Bakersfield Jam          | Bakersfield, California    | Jam Events Center                  | Will Voigt                                                                      | Los Angeles Clippers, Phoenix Suns, Toronto Raptors    |
| Idaho Stampede           | Boise, Idaho               | CenturyLink Arena Boise            | Randy Livingston                                                                | Denver Nuggets, Portland Trail Blazers, Utah Jazz      |
| Los Angeles D-Fenders    | El Segundo, California     | Toyota Sports Center               | Eric Musselman                                                                  | Los Angeles Lakers                                     |
| Reno Bighorns            | Reno, Nevada               | Reno Events Center                 | Paul Mokeski                                                                    | Atlanta Hawks, Memphis Grizzlies, Sacramento Kings     |
| Rio Grande Valley Vipers | Hidalgo, Texas             | State Farm Arena                   | Nick Nurse                                                                      | Houston Rockets                                        |
| Texas Legends            | Frisco, Texas              | Dr Pepper Arena                    | Del Harris                                                                      | Dallas Mavericks                                       |
| Tulsa 66ers              | Tulsa, Oklahoma            | Tulsa Convention Center            | Nate Tibbetts (hasta el 5 de diciembre) Dale Osbourne (desde el 5 de diciembre) | Oklahoma City Thunder                                  |

### Cambios en los equipos
- El 1 de mayo de 2011, los Springfield Armor comenzaron una relación de afiliación con los New Jersey Nets. El equipo estará controlado por los Nets, quienes se convierten en su única afiliación.[1]

- El 8 de junio de 2011, los Erie BayHawks comenzaron una relación de afiliación con los New York Knicks. El equipo estará controlado por los  Knicks, quienes se convierten en su única afiliación.[2]

- El 9 de junio de 2011, Los Angeles D-Fenders, que suspendieron sus operaciones durante la temporada 2010-11, anunciaron que reanudaban su actividad. La franquicia, que es propiedad y está controlada por Los Angeles Lakers, se reubicó en El Segundo, California y retomó su relación de afiliación con los Lakers.[3]

- El 18 de junio de 2011, los Utah Flash anunciaron que no tomarían parte en la temporada 2011-12, y que el equipo se encontraba en venta.[4]

- El 28 de junio de 2011, los Dakota Wizards fueron adquiridos por los Golden State Warriors. Los Wizards comenzaron también una relación de única afiliación con los Warriors.[5]

- El 7 de julio de 2011, los New Mexico Thunderbirds fueron adquiridos por los Cleveland Cavaliers. La franquicia se reubicó en Canton, Ohio pasando a denominarse Canton Charge. Los Charge comenzaron también una relación de única afiliación con los Cavaliers.[6][7]

#### Cambios en las afiliaciones
- El 7 de julio de 2011, la liga anunció el sistema de afiliación para la temporada. cuatro equipos, los Austin Toros, los Rio Grande Valley Vipers, los Texas Legends y los Tulsa 66ers, continuarion sus afiliaciones únicas con sus equipos NBA. Los Angeles D-Fenders, tras un paréntesis de un año, retomaron su afiliación con Los Angeles Lakers. Tres equipos, los Canton Charge, los Dakota Wizards y los Erie BayHawks, comenzaron una relación de afiliación única con un equipo NBA. Los Springfield Armor también comenzaron con una afiliación única con los New Jersey Nets. Los otros 7 equipos están afiliados cada uno a tres qeuipos NBA. Solo un equipo, los Fort Wayne Mad Ants, mantiene los mismos afiliados que la temporada anterior.[8]

## Temporada regular

### Clasificaciones
Actualizadas el 5 de abril de 2012
| Equipo                  | PG | PP | %    | PV   | Casa  | Fuera |
| ----------------------- | -- | -- | ---- | ---- | ----- | ----- |
| x-Springfield Armor (2) | 29 | 21 | .580 | –    | 19–6  | 10–15 |
| x-Dakota Wizards (4)    | 29 | 21 | .580 | –    | 17–8  | 12–13 |
| x-Erie BayHawks (5)     | 28 | 22 | .563 | 1.0  | 16–9  | 12–13 |
| x-Canton Charge (7)     | 27 | 23 | .540 | 2.0  | 15–10 | 12–13 |
| x-Iowa Energy (8)       | 25 | 25 | .500 | 4.0  | 17–8  | 8–17  |
| Maine Red Claws         | 21 | 29 | .420 | 8.0  | 11–14 | 10–15 |
| Sioux Falls Skyforce    | 15 | 35 | .292 | 14.0 | 10–15 | 5–20  |
| Fort Wayne Mad Ants     | 14 | 36 | .280 | 15.0 | 7–18  | 7–18  |

| Equipo                      | PG | PP | %    | PV   | Casa  | Fuera |
| --------------------------- | -- | -- | ---- | ---- | ----- | ----- |
| x-Los Angeles D-Fenders (1) | 38 | 12 | .760 | –    | 21–4  | 17–8  |
| x-Austin Toros (3)          | 33 | 17 | .660 | 5.0  | 19–6  | 14–11 |
| x-Bakersfield Jam (6)       | 28 | 22 | .560 | 10.0 | 17–8  | 11–14 |
| Texas Legends               | 24 | 26 | .480 | 14.0 | 15–10 | 9–16  |
| Rio Grande Valley Vipers    | 24 | 26 | .480 | 14.0 | 14–14 | 13–12 |
| Tulsa 66ers                 | 23 | 27 | .460 | 15.0 | 13–12 | 10–15 |
| Reno Bighorns               | 21 | 29 | .420 | 17.0 | 12–13 | 9–16  |
| Idaho Stampede              | 21 | 29 | .420 | 17.0 | 13–12 | 8–17  |

Notes
- x indica equipo clasificado para los playoffs

## Playoffs
|  | I ronda | I ronda      | I ronda |             |   | 2.ª ronda    | 2.ª ronda | 2.ª ronda |  |   | Final        | Final | Final |  |
|  |         |              |         |             |   |              |           |           |  |   |              |       |       |  |
|  |         |              |         |             |   |              |           |           |  |   |              |       |       |  |
|  | 1       | Los Angeles* | 2       |             |   |              |           |           |  |   |              |       |       |  |
|  | 1       | Los Angeles* | 2       |             |   |              |           |           |  |   |              |       |       |  |
|  | 7       | Iowa         | 0       |             |   |              |           |           |  |   |              |       |       |  |
|  | 7       | Iowa         | 0       |             | 1 | Los Angeles* | 2         |           |  |   |              |       |       |  |
|  |         |              |         |             | 1 | Los Angeles* | 2         |           |  |   |              |       |       |  |
|  |         |              | 6       | Bakersfield | 0 |              |           |           |  |   |              |       |       |  |
|  | 4       | Dakota       | 6       | Bakersfield | 0 | 0            |           |           |  |   |              |       |       |  |
|  | 4       | Dakota       |         |             |   |              |           |           |  |   |              |       |       |  |
|  | 6       | Bakersfield  | 2       |             |   |              |           |           |  |   |              |       |       |  |
|  | 6       | Bakersfield  | 2       |             |   |              |           |           |  | 1 | Los Angeles* | 1     |       |  |
|  |         |              |         |             |   |              |           |           |  | 1 | Los Angeles* | 1     |       |  |
|  |         |              | 3       | Austin      | 2 |              |           |           |  |   |              |       |       |  |
|  | 3       | Austin       | 3       | Austin      | 2 | 2            |           |           |  |   |              |       |       |  |
|  | 3       | Austin       |         |             |   |              |           |           |  |   |              |       |       |  |
|  | 5       | Erie         | 1       |             |   |              |           |           |  |   |              |       |       |  |
|  | 5       | Erie         | 1       |             | 3 | Austin*      | 2         |           |  |   |              |       |       |  |
|  |         |              |         |             | 3 | Austin*      | 2         |           |  |   |              |       |       |  |
|  |         |              | 7       | Canton      | 1 |              |           |           |  |   |              |       |       |  |
|  | 2       | Springfield  | 7       | Canton      | 1 | 1            |           |           |  |   |              |       |       |  |
|  | 2       | Springfield  |         |             |   |              |           |           |  |   |              |       |       |  |
|  | 7       | Canton       | 2       |             |   |              |           |           |  |   |              |       |       |  |
|  | 7       | Canton       | 2       |             |   |              |           |           |  |   |              |       |       |  |
|  |         |              |         |             |   |              |           |           |  |   |              |       |       |  |

## Premios de la NBDL
- MVP de la temporada: Justin Dentmon, Austin Toros
- Rookie del Año: Edwin Ubiles, Dakota Wizards
- Mejor Defensor: Stefhon Hannah, Dakota Wizards
- Entrenador del Año: Eric Musselman, Los Angeles D-Fenders
- Jugador más impactante: Eric Dawson, Austin Toros
- Jugador más mejorado: Kenny Hayes, Maine Red Claws
- Mejor quinteto de la temporada
  - Blake Ahearn, Reno Bighorns
  - Justin Dentmon, Austin Toros
  - Greg Smith, Rio Grande Valley Vipers
  - Malcolm Thomas, Austin Toros / Los Ángeles/Rio Grande Valley
  - Edwin Ubiles, Dakota Wizards
- 2º mejor quinteto de la temporada
  - Eric Dawson, Austin Toros
  - Jeff Foote, Springfield Armor
  - Courtney Fortson, Los Ángeles/Rio Grande Valley
  - Marcus Lewis, Tulsa 66ers
  - Elijah Millsap, Los Angeles D-Fenders
- 3er mejor quinteto de la temporada
  - Morris Almond, Maine Red Claws
  - Brandon Costner, Los Angeles D-Fenders
  - Dennis Horner, Springfield Armor
  - Jerry Smith, Springfield Armor
  - Sean Williams, Texas Legends

## Llamadas de equipos de la NBA
A día 30 de marzo de 2012, se han producido 49 llamamientos a 333 jugadores requeridos por sus equipos afiliados de la NBA. 22 de ellos figuran actualmente en las plantillas NBA, aunque 6 de ellos con contratos de 10 días. 
| ^ | Denota jugador actualmente en la NBA |

| Jugador               | Equipo                   | Equipo de la NBA       | Fecha y contratos firmados | Ref                  |
| --------------------- | ------------------------ | ---------------------- | --- | -------------------- |
| Dennis Horner         | Springfield Armor        | New Jersey Nets*       | 9 de diciembre de 2011: Ficha para la pretemporada 25 de diciembre de 2011: Elegido en la plantilla inicial 18 de enero de 2012: Despedido                            | [ 9 ] [ 10 ]         |
| Carldell Johnson      | Austin Toros             | New Orleans Hornets    | 9 de diciembre de 2011: Ficha para la pretemporada 25 de diciembre de 2011: Elegido en la plantilla inicial 7 de febrero de 2012: Despedido                           | [ 9 ] [ 11 ]         |
| Donald Sloan          | Erie BayHawks            | Atlanta Hawks          | 9 de diciembre de 2011: Ficha para la pretemporada 25 de diciembre de 2011: Elegido en la plantilla inicial 26 de enero de 2012: Despedido                            | [ 9 ] [ 12 ]         |
| Greg Stiemsma^        | Sioux Falls SkyForce     | Boston Celtics         | 9 de diciembre de 2011: Ficha para la pretemporada 25 de diciembre de 2011: Elegido en la plantilla inicial                                                           | [ 9 ] [ 13 ]         |
| Lance Thomas          | Austin Toros             | New Orleans Hornets    | 9 de diciembre de 2011: Ficha para la pretemporada 25 de diciembre de 2011: Elegido en la plantilla inicial 31 de diciembre de 2011: Despedido                        | [ 9 ] [ 11 ]         |
| Mychel Thompson       | Erie BayHawks            | Cleveland Cavaliers    | 9 de diciembre de 2011: Ficha para la pretemporada 25 de diciembre de 2011: Elegido en la plantilla inicial 6 de febrero de 2012: Despedido                           | [ 9 ] [ 14 ]         |
| Chris Wright^         | Maine Red Claws          | Golden State Warriors  | 9 de diciembre de 2011: Ficha para la pretemporada 25 de diciembre de 2011: Elegido en la plantilla inicial                                                           | [ 9 ] [ 15 ]         |
| Mickell Gladness      | Dakota Wizards           | Miami Heat             | 10 de diciembre de 2011: Ficha para la pretemporada 25 de diciembre de 2011: Elegido en la plantilla inicial 7 de febrero de 2012: Despedido                          | [ 9 ] [ 16 ]         |
| Terrel Harris^        | Rio Grande Valley Vipers | Miami Heat             | 10 de diciembre de 2011: Ficha para la pretemporada 25 de diciembre de 2011: Elegido en la plantilla inicial                                                          | [ 9 ] [ 17 ]         |
| Jamaal Tinsley^       | Los Angeles D-Fenders    | Utah Jazz              | 10 de diciembre de 2011: Ficha para la pretemporada 25 de diciembre de 2011: Elegido en la plantilla inicial                                                          | [ 9 ] [ 18 ]         |
| Ryan Reid             | Tulsa 66ers              | Oklahoma City Thunder* | 13 de diciembre de 2011: Ficha para la pretemporada 25 de diciembre de 2011: Elegido en la plantilla inicial 21 de marzo de 2012: Despedido                           | [ 9 ] [ 19 ]         |
| Cory Higgins^         | Erie BayHawks            | Charlotte Bobcats      | 26 de diciembre de 2011: Reclamado de los despidos de Denver Nuggets (previamente fichó para la pretemporada el 9 de diciembre)                                       | [ 20 ]               |
| Mike James            | Erie BayHawks            | Chicago Bulls          | 11 de enero de 2012:Firma contrato 28 de enero de 2012: Despedido | [ 21 ]               |
| Malcolm Thomas        | Los Angeles D-Fenders    | San Antonio Spurs      | 11 de enero de 2012:Firma contrato 7 de febrero de 2012: Despedido | [ 22 ]               |
| Courtney Fortson      | Los Angeles D-Fenders    | Los Angeles Clippers   | 11 de enero de 2012:Firma contrato 27 de enero de 2012: Despedido | [ 23 ]               |
| Larry Owens           | Tulsa 66ers              | New Jersey Nets        | 18 de enero de 2012:Firma contrato 31 de enero de 2012: Despedido | [ 24 ]               |
| Walker Russell, Jr.^  | Fort Wayne Mad Ants      | Detroit Pistons*       | 20 de enero de 2012:Firma contrato | [ 25 ]               |
| Ish Smith^            | Los Angeles D-Fenders    | Orlando Magic          | 2 de febrero de 2012:Firma contrato | [ 26 ]               |
| Lance Thomas^ (2)     | Austin Toros             | New Orleans Hornets    | 2 de febrero de 2012:Firma contrato de 10 días 16 de febrero de 2012: Firma un segundo contrato de 10 días 27 de febrero de 2012: Firma para el resto de la temporada | [ 27 ] [ 28 ] [ 29 ] |
| Donald Sloan (2)      | Erie BayHawks            | New Orleans Hornets    | 8 de febrero de 2012:Firma contrato de 10 días 20 de febrero de 2012: Firma un segundo contrato de 10 días                                                            | [ 30 ] [ 31 ]        |
| Greg Smith^           | Rio Grande Valley Vipers | Houston Rockets*       | 8 de febrero de 2012:Firma contrato | [ 32 ]               |
| Ben Uzoh              | Rio Grande Valley Vipers | Cleveland Cavaliers    | 10 de febrero de 2012:Firma contrato de 10 días | [ 33 ]               |
| Mickell Gladness (2)  | Dakota Wizards           | Miami Heat             | 12 de febrero de 2012:Firma contrato de 10 días 28 de febrero de 2012: Firma un segundo contrato de 10 días                                                           | [ 34 ] [ 35 ]        |
| Andre Emmett          | Reno Bighorns            | New Jersey Nets        | 14 de febrero de 2012:Firma contrato de 10 días | [ 36 ]               |
| Mike James (2)        | Erie BayHawks            | Chicago Bulls          | 14 de febrero de 2012:Firma contrato de 10 días | [ 37 ]               |
| Eric Dawson           | Austin Toros             | San Antonio Spurs*     | 20 de febrero de 2012:Firma contrato de 10 días | [ 38 ]               |
| Manny Harris          | Canton Charge            | Cleveland Cavaliers*   | 21 de febrero de 2012:Firma contrato de 10 días 2 de marzo de 2012: Firma un segundo contrato de 10 días                                                              | [ 39 ] [ 40 ]        |
| Gerald Green^         | Los Angeles D-Fenders    | New Jersey Nets        | 27 de febrero de 2012:Firma contrato de 10 días 8 de marzo de 2012: Firma un segundo contrato de 10 días 18 de marzo de 2012: Firma para el resto de la temporada     | [ 41 ] [ 42 ] [ 43 ] |
| Bobby Simmons         | Reno Bighorns            | Los Angeles Clippers   | 27 de febrero de 2012:Firma contrato de 10 días 9 de marzo de 2012: Firma un segundo contrato de 10 días                                                              | [ 44 ] [ 45 ]        |
| Jeff Foote            | Springfield Armor        | New Orleans Hornets    | 9 de marzo de 2012:Firma contrato de 10 días | [ 46 ]               |
| Mike James (3)        | Erie BayHawks            | Chicago Bulls          | 14 de marzo de 2012:Firma un segundo contrato de 10 días | [ 47 ]               |
| Eric Dawson (2)       | Austin Toros             | San Antonio Spurs*     | 16 de marzo de 2012:Firma un segundo contrato de 10 días | [ 48 ]               |
| Donald Sloan^ (3)     | Erie BayHawks            | Cleveland Cavaliers    | 16 de marzo de 2012:Firma para el resto de la temporada | [ 49 ]               |
| Jerry Smith           | Springfield Armor        | New Jersey Nets*       | 16 de marzo de 2012:Firma contrato de 10 días | [ 50 ]               |
| Courtney Fortson^ (2) | Los Angeles D-Fenders    | Houston Rockets        | 17 de marzo de 2012:Firma contrato de 10 días 27 de marzo de 2012: Firma para el resto de la temporada                                                                | [ 51 ]               |
| Manny Harris^ (2)     | Canton Charge            | Cleveland Cavaliers*   | 17 de marzo de 2012: Firma para el resto de la temporada | [ 52 ]               |
| Edwin Ubiles          | Dakota Wizards           | Washington Wizards     | 18 de marzo de 2012: Firma contrato de 10 días | [ 53 ]               |
| Mickell Gladness^ (3) | Dakota Wizards           | Golden State Warriors  | 22 de marzo de 2012: Firma contrato de 10 días | [ 54 ]               |
| Keith Benson^         | Sioux Falls Skyforce     | Golden State Warriors  | 24 de marzo de 2012: Firma contrato de 10 días | [ 55 ]               |
| Justin Dentmon^       | Austin Toros             | San Antonio Spurs*     | 24 de marzo de 2012: Firma contrato de 10 días | [ 56 ]               |
| Bobby Simmons^ (2)    | Reno Bighorns            | Los Angeles Clippers   | 24 de marzo de 2012: Firma para el resto de la temporada | [ 57 ]               |
| Alan Anderson^        | Canton Charge            | Toronto Raptors        | 26 de marzo de 2012: Firma contrato de 10 días | [ 58 ]               |
| Malcolm Thomas^ (2)   | Los Angeles D-Fenders    | Houston Rockets        | 27 de marzo de 2012: Firma contrato de 10 días | [ 59 ]               |
| Ben Uzoh^ (2)         | Rio Grande Valley Vipers | Toronto Raptors        | 27 de marzo de 2012: Firma contrato de 10 días | [ 60 ]               |
| Cartier Martin^       | Iowa Energy              | Washington Wizards*    | 28 de marzo de 2012: Firma contrato de 10 días | [ 61 ]               |
| Dennis Horner^ (2)    | Springfield Armor        | New Jersey Nets*       | 30 de marzo de 2012: Firma contrato de 10 días | [ 62 ]               |
| Lester Hudson^        | Cleveland Cavaliers      | Austin Toros           | 30 de marzo de 2012: Firma contrato de 10 días | [ 63 ]               |
| Mike James^ (4)       | Erie BayHawks            | Chicago Bulls          | 5 de abril de 2012: Firma para el resto de la temporada | [ 64 ]               |
| Justin Dentmon^ (2)   | Austin Toros             | Toronto Raptors        | 6 de abril de 2012: Firma contrato de 10 días | [ 65 ]               |
| Bobby Simmons^ (2)    | Reno Bighorns            | Los Angeles Clippers   | 24 de marzo de 2012: Firma para el resto de la temporada | [ 57 ]               |
| Alan Anderson^        | Canton Charge            | Toronto Raptors        | 26 de marzo de 2012: Firma contrato de 10 días 6 de abril de 2012: Firma un segundo contrato de 10 días                                                               | [ 58 ]               |
| Malcolm Thomas (2)    | Los Angeles D-Fenders    | Houston Rockets        | 27 de marzo de 2012: Firma contrato de 10 días | [ 59 ]               |
| Ben Uzoh^ (2)         | Rio Grande Valley Vipers | Toronto Raptors        | 27 de marzo de 2012: Firma contrato de 10 días 6 de abril de 2012: Firma un segundo contrato de 10 días                                                               | [ 60 ]               |
| Cartier Martin^       | Iowa Energy              | Washington Wizards*    | 28 de marzo de 2012: Firma contrato de 10 días | [ 61 ]               |
| Dennis Horner^ (2)    | Springfield Armor        | New Jersey Nets*       | 30 de marzo de 2012: Firma contrato de 10 días | [ 62 ]               |
| Lester Hudson^        | Austin Toros             | Cleveland Cavaliers    | 30 de marzo de 2012: Firma contrato de 10 días | [ 63 ]               |
| Mike James^ (4)       | Erie BayHawks            | Chicago Bulls          | 5 de abril de 2012: Firma para el resto de la temporada | [ 64 ]               |
| Justin Dentmon^ (2)   | Austin Toros             | Toronto Raptors        | 6 de abril de 2012: Firma contrato de 10 días | [ 65 ]               |

Nota
- Número entre paréntesis indica las veces que un jugador ha sido llamado a lo largo de la temporada.
- Asterisco (*) indica equipo afiliado